# Luuk Tinbergen
Lukas (Luuk) Tinbergen (Den Haag, 7 september 1915 – Groningen, 1 september 1955) was een Nederlands hoogleraar dierkunde, die vooral als ornitholoog bekend is geworden.

## Leven en werk
Luuk had twee oudere broers, Jan en Niko. Jan Tinbergen (1903-1994) was 12,5 jaar ouder; hij werd econoom en wordt beschouwd als de grondlegger van de econometrie. Hij ontving in 1969 als eerste de Nobelprijs voor economie. Ook Niko Tinbergen, die acht jaar ouder was en etholoog (gedragsbioloog) werd, kreeg een Nobelprijs. Luuk was net als zijn beide oudere broers uiterst begaafd. Vanaf zijn vroege jeugd werd hij aangetrokken tot de natuurstudie. Hij werd lid van de Nederlandse Jeugdbond voor Natuurstudie (NJN), waar hij bevriend raakte met Jan-Joost ter Pelkwijk, zich tot veldornitholoog ontwikkelde en al snel begon te publiceren. Zijn eerste artikelen verschenen in Amoeba, het bondsorgaan van de NJN. In 1934 verscheen zijn eerste publicatie Veldkenmerken van steltlopers, zwanen, ganzen en eenden. In 1935 verscheen een publicatie van zijn hand over de sperwer in het wetenschappelijke tijdschrift Ardea.
Roofvogels, een boekje van zijn hand dat in 1937 verscheen, “had al direct een aanzienlijke etho-oecologische component van onverwacht grote diepgang”. Het bevatte een aantal door Luuk gemaakte schetstekeningen.
Luuk Tinbergen studeerde vanaf 1933 biologie aan de Rijksuniversiteit Leiden en deed in 1939 zijn doctoraalexamen. Hij werd assistent bij J. Verwey aan het Zoölogisch Station te Den Helder en volgde W.H. van Dobben op als leider van het Vogeltrekstation Texel. Vooral de vraag hoe trekvogels al vliegend hun weg vinden en hun koers vasthouden en de invloed daarop van de tijd van de dag (de zonnestand) en van weer en wind hielden hem bezig. Na de oorlog werkte Luuk Tinbergen op het Instituut voor Toegepast Biologisch Onderzoek in de Natuur (ITBON). Daar vervolgde hij zijn onderzoek naar het verband tussen roofvogels en de populatieomvang van enkele zangvogelsoorten, dat hij in 1939 gestart was in opdracht van Vogelbescherming. Het mondde uit in het proefschrift, waarop Luuk Tinbergen op 23 oktober 1946 cum laude promoveerde aan de RU Leiden. “Het proefschrift combineert razend moeilijke en tijdrovende tellingen en karteringen van sperwers en hun prooidieren (veel huismussen en koolmezen) rond Hulshorst op de Noord-Veluwe met zowel oecologische als populatiedynamische beschouwingen.”
In 1949 werd Luuk Tinbergen aangesteld als lector aan de Rijksuniversiteit Groningen (RUG), waar hij werkte aan ethologisch onderzoek. Zijn openbare les van 25 oktober 1949 had als titel Over dynamiek van dierlijke bevolkingen. In 1954 werd hij hoogleraar in de beschrijvende dierkunde. Hij ging zich in deze tijd ook verdiepen in de relatie tussen mezen en rupsen en sluipwespen en ook in de relaties tussen rupsen en sluipwespen onderling. Zijn publicaties “over de manier waarop gebieden die in biologische rijkdom en verscheidenheid verschillen (arm dennenbos, rijk gemengd bos) in het voorjaar door mezen bezet worden, behoren tot Luuk Tinbergens belangrijkste bijdragen aan de (…) etho-oecologie.”
In 1955 pleegde Luuk Tinbergen zes dagen vóór hij 40 werd onverwacht zelfmoord.
Zijn zoon Joost Marius (1950) werd ook dieroecoloog. Hij promoveerde op 3 oktober 1980 aan de Rijksuniversiteit Groningen op spreeuwen en kreeg in 2006 een aanstelling als hoogleraar 'Ecology of Life Histories' aan de RUG. Joosts broer, de cineast Tijs Tinbergen (1947), maakte daarover samen met Jan Musch in 1983 de documentaire Spreeuwenwerk. Tijs en Jan maakten in 1994 de documentaire Gebiologeerd. Daarin wordt verhaald over de affectie van Joost voor een individuele spreeuw. De documentaire werd gemaakt als een eerbetoon van de twee zoons aan hun vader. In 2014 maakte Tijs samen met Jan Musch nog een documentaire over de interesse van de Tinbergens in koolmezen; Mees tv. Zijn vader Luuk wordt daarbij gememoreerd als vogelonderzoeker in Hulshorst tijdens zijn laatste levensjaren.

## Populaire vogelboeken

### Vogels in hun domein
In 1941 verscheen de eerste druk van Luuk Tinbergens Vogels in hun domein, waarin hij op populaire wijze zijn inzichten in de ecologie van vogels naar voren bracht. 
Het boekje werd tot in de zestiger jaren van de twintigste eeuw herdrukt.

### Vogels onderweg
In 1949 publiceerde Luuk Tinbergen Vogels onderweg, een boekje over “vogeltrek over Nederland in samenhang met landschap, weer en wind”, waarin hij voor een groot publiek de resultaten weergaf van het onderzoek dat hij had gedaan aan trekvogels. In dit boekje beschreef hij hoe het onderzoek naar de vogeltrek in Nederland vooral was uitgegaan van W.H. van Dobben en G.F. Makkink, die dit onderwerp omstreeks 1930 ter hand hadden genomen. Hij vermeldt ook dat hij veel leerde van het werk op de vinkenbaan, waar (trek-)vogels werden gevangen om te worden geringd.